# Cabinet Simonis II
Pour les articles homonymes, voir Cabinet Simonis.
Land de Schleswig-Holstein
Simonis I Simonis III
Le cabinet Simonis II (Kabinett Simonis II, en allemand) est le gouvernement du Land de Schleswig-Holstein entre le 22 mai 1996 et le 28 mars 2000, durant la quatorzième législature du Landtag.

## Coalition et historique
Dirigé par la ministre-présidente sociale-démocrate sortante Heide Simonis, il est soutenu par une coalition rouge-verte entre le Parti social-démocrate d'Allemagne (SPD) et l'Alliance 90 / Les Verts (Verts), qui disposent ensemble de 39 députés sur 75 au Landtag, soit 52 % des sièges.
Il a été formé à la suite des élections législatives régionales du 24 mars 1996 et succède au cabinet Simonis I, soutenu par le seul SPD, qui détenait alors la majorité absolue au Parlement régional. À la suite des élections législatives régionales du 27 février 2000, la coalition a conservé sa majorité et formé le cabinet Simonis III.

## Composition

### Initiale
| Poste                                                                           | Ministre | Ministre                                    | Parti |
| ------------------------------------------------------------------------------- | -------- | ------------------------------------------- | ----- |
| Ministre-présidente                                                             |          | Heide Simonis                               | SPD   |
| Vice-ministre-président Ministre de la Nature, de l'Environnement et des Forêts |          | Rainder Steenblock                          | Verts |
| Ministre de l'Intérieur                                                         |          | Ekkehard Wienholtz                          | SPD   |
| Ministre de la Justice, des Affaires fédérales et européennes                   |          | Gerd Walter                                 | SPD   |
| Ministre des Finances et de l'Énergie                                           |          | Claus Möller                                | SPD   |
| Ministre de l'Économie, de la Technologie et des Transports                     |          | Peer Steinbrück                             | SPD   |
| Ministre du Travail, des Affaires sociales et de la Santé                       |          | Heide Moser                                 | SPD   |
| Ministre du Milieu rural, de l'Agriculture, de l'Alimentation et du Tourismus   |          | Hans Wiesen (jusqu'au 05/05/1998) Klaus Buß | SPD   |
| Ministre de l'Éducation, de la Science, de la Recherche et de la Culture        |          | Gisela Böhrk                                | SPD   |
| Ministre des Femmes, de la Jeunesse, du Logement et du Développement urbain     |          | Angelika Birk                               | Verts |

### Remaniement du 28 octobre 1998
- Les nouveaux ministres sont indiqués en gras, ceux ayant changé d'attributions en italique.

| Poste                                                                           | Ministre | Ministre           | Parti |
| ------------------------------------------------------------------------------- | -------- | ------------------ | ----- |
| Ministre-présidente                                                             |          | Heide Simonis      | SPD   |
| Vice-ministre-président Ministre de la Nature, de l'Environnement et des Forêts |          | Rainder Steenblock | Verts |
| Ministre de l'Intérieur                                                         |          | Ekkehard Wienholtz | SPD   |
| Ministre de la Justice, des Affaires fédérales et européennes                   |          | Gerd Walter        | SPD   |
| Ministre des Finances et de l'Énergie                                           |          | Claus Möller       | SPD   |
| Ministre de l'Économie, de la Technologie et des Transports                     |          | Horst Günter Bülck | SPD   |
| Ministre du Travail, des Affaires sociales et de la Santé                       |          | Heide Moser        | SPD   |
| Ministre du Milieu rural, de l'Agriculture, de l'Alimentation et du Tourismus   |          | Klaus Buß          | SPD   |
| Ministre de l'Éducation, de la Science, de la Recherche et de la Culture        |          | Ute Erdsiek-Rave   | SPD   |
| Ministre des Femmes, de la Jeunesse, du Logement et du Développement urbain     |          | Angelika Birk      | Verts |